# Amphisbaena lumbricalis
Amphisbaena lumbricalis е вид влечуго от семейство Amphisbaenidae.

## Разпространение
Видът е разпространен в Бразилия.